# Emil von Skramlik

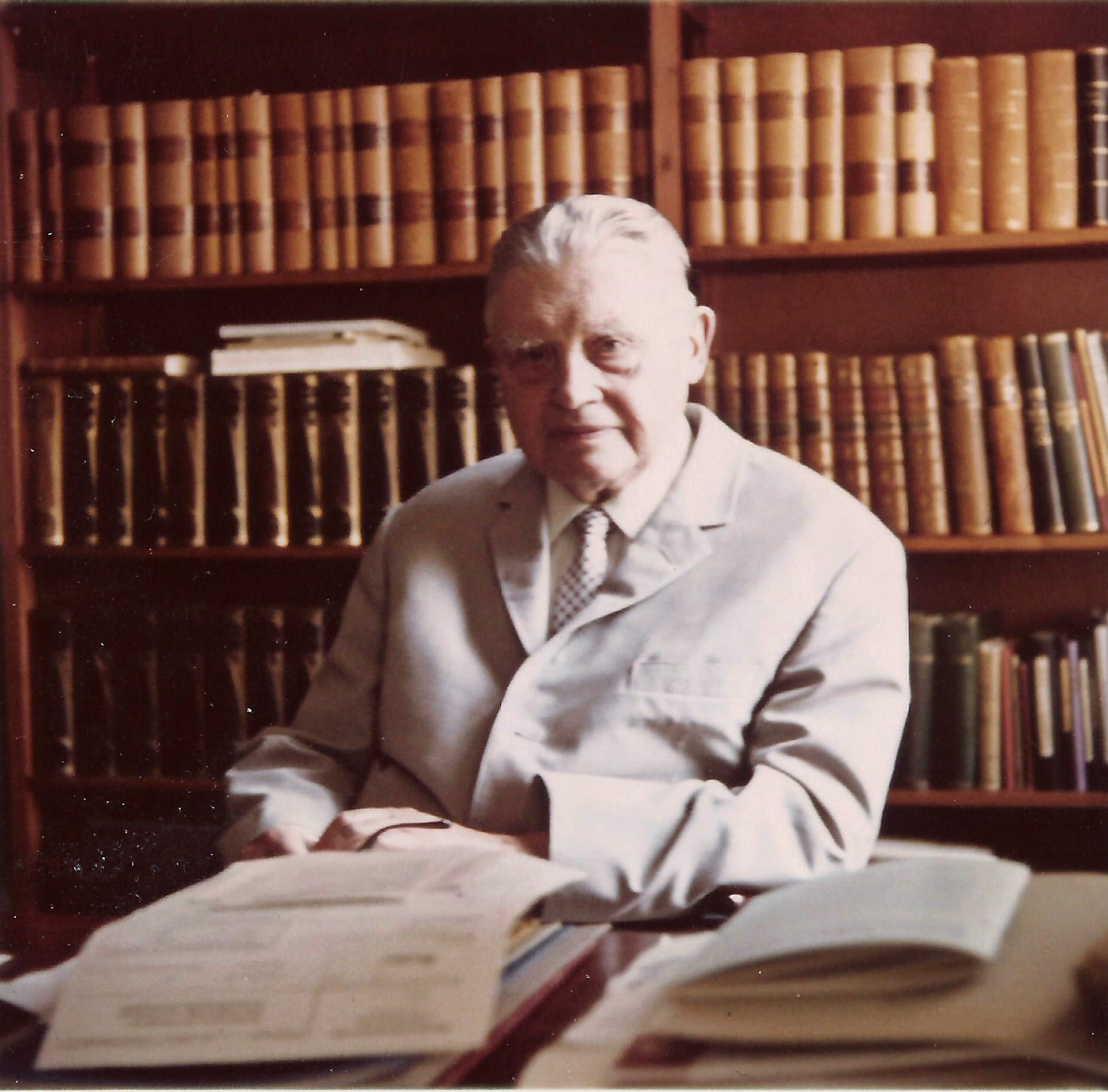
Emil Ritter von Skramlik, 1967

Emil Ritter von Skramlik (* 8. September 1886 in Prag; † 20. Dezember 1970 in Berlin) war ein österreichisch-deutscher Physiologe. Seine umfassenden physiologischen Arbeiten der Sinne sind bis heute aktuell.

## Leben
Emil von Skramlik entstammt einer bekannten Familie in Prag. Sein Großvater, Emilián Ritter von Skramlik, war von 1876 bis 1882 Bürgermeister von Prag.
Er studierte 1905 bis 1910 Medizin an der Universität Prag und promovierte 1911 zum Doktor der gesamten Heilkunde. Danach war er erst Assistent bei Otto Frank am Physiologischen Institut der Universität München und dann ab 1912 bei Johannes von Kries an der Universität Freiburg. Im Ersten Weltkrieg diente von Skramlik als Landsturmarzt bei den deutschen Truppen. 1919 erhielt er die deutsche Staatsangehörigkeit. 1920 habilitierte sich Skramlik und wurde Privatdozent an der Freiburger Universität. 1923 wurde er dort zum außerordentlichen Professor ernannt. 1927 wurde er als ordentlicher Professor und Direktor des Physiologischen Instituts an der Universität Jena berufen. Im Jahr 1932 wurde er zum Mitglied der Leopoldina gewählt. 1950 wechselte er an die Humboldt-Universität Berlin und wurde dort 1951 zum Ordinarius für Physiologie berufen. Diese Position hatte er  bis zu seiner Emeritierung 1953 inne. Danach war er noch einige Zeit mit dem Institut verbunden und betreute Doktoranden in seinem Fachgebiet. Nach seinem Wechsel von Ost- nach West-Berlin wenige Wochen vor dem Mauerbau 1961 setzte er seine Forschungen zu physiologischen Themen der Ameisen bis zu seinem Tode fort.
Skramlik war zweimal verheiratet und hatte drei Töchter.

## Werk
Emil von Skramlik war ein außerordentlich produktiver Forscher und Lehrer. Er veröffentlichte vier Monografien, über 200 wissenschaftliche Veröffentlichungen und 25 Lehr- und Unterrichtsfilme auf seinem Fachgebiet. Er war Mitglied verschiedener akademischer Vereinigungen. Eine mit 3000 Euro dotierte Auszeichnung für außergewöhnliche Leistung auf dem Gebiet der olfaktorischen Wahrnehmung ist nach ihm benannt (von Skramlik award). In Berlin gründet er die Pawlow-Gesellschaft, deren Vorsitzender er war.
Skramlik gehörte zu den Gründern der modernen Physiologie. Zu seinen Pionierleistungen zählen die Arbeiten auf den Gebieten der vergleichenden Physiologie des Herzens und der Physiologie niederer Sinne. Seine wissenschaftliche Arbeit umfasst einen großen Bereich der Physiologie der Sinnenswerkzeuge, der inneren Organe und der Physiologie des Herzens und des Kreislaufes. Dazu kommen Arbeiten zur Serologie und zur Wirkung des Tabaks und seiner giftigen Bestandteile auf den menschlichen und tierischen Organismus.
Untersuchungen zum Geschmackssinn behandeln Geschmacksarten und Geschmacksschwellen verschiedener Salze. Er zeigte, dass man aus vier Grundkomponenten (süß, sauer, salzig und bitter) beziehungsweise aus zwei oder drei von ihnen Mischungen herstellen kann, die die verschiedenen Geschmacksarten der Salze vollkommen entsprechen. Er fand heraus, dass es beim Geruchssinn keinen Grundkomponenten gibt. Er wies Erscheinungen der gegenseitigen Unterdrückung bei bestimmten Konzentrationsverhältnissen nach.

## Veröffentlichungen (Auswahl)
Zu seinen Hauptwerken zählen vier Monografien:
- Handbuch der Physiologie der niederen Sinne. Thieme, Leipzig 1926, 532 Seiten.
- Anleitung zum Praktikum an der Physiologischen Anstalt der Thür. Landesuniversität Jena. Fischer, Jena 1928.
- Herzmuskel und Extrareize. Fischer, Jena 1932.
- Psychophysiologie der Tastsinne (= Archiv für die gesamte Psychologie. Ergänzungsband 4). 2 Teile. Akademische Verlagsgesellschaft, Leipzig 1937, 935 Seiten.

Hinzu kommen etwa 200 wissenschaftliche Veröffentlichungen in Sammelbänden und Fachzeitschriften.
- Die Grundlagen der haptischen Geometrie. In: Naturwissenschaften. Band 22, 1934, S. 601–608. https://doi.org/10.1007/BF01498482.
- Varianten zur Aristotelischen Täuschung. In: Klinische Wochenschrift. 1923, Nr 29; sowie Pflügers Archiv. 201, 250 (1923).
- Über Tastwahrnehmungen. In: Z. Sinnesphysiol. 56, 255 (1925).
- Über irrtümliche Wahrnehmungen. In: Erg. Physiol. 24, 648 (1925).
- Über die Beeinflussung unserer Tastwahrnehmungen durch Richtung und Schnelligkeit der Tastbewegung. In: Zeitschrift für Sinnesphysiologie. 64, 97 (1933).
- Organoleptik. Wesen – Wege – Ziele. In: Zeitschrift für Innere Medizin. Band 10, 1955, S. 3–27.